# Lemania
Lemania es una empresa suiza fundada en 1884 por Alfred Lugrin, especializada en el suministro de mecanismos de relojería. Actualmente, la empresa fue absorbida en el año 2010 por Breguet, dentro del Grupo Swatch.

## Historia

### A. Lugrin y Cie
Nacido en 1858, Alfred Lugrin provenía de una familia de agricultores de L'Isle en cantón de Vaud. Adquirió conocimientos de mecánica de precisión de forma autodidacta. En 1879, a los 21 años, fue reclutado por la empresa LeCoultre et Cie y cinco años después, en 1884, decidió montar su propio negocio en la localidad de L'Orient, en la comuna de Chenit. Así nació el prestigioso taller de relojería de A. Lugrin et Cie, ubicado en el edificio Chez Trompette.
La producción, que se mecanizó rápidamente, comenzó con la comercialización de ébauches para cronógrafos y para relojes con repetición de minutos.
Su empresa destacó en el mundo de la relojería al ganar medallas de oro en la Exposición Universal de Milán de 1906 y en la Exposición Nacional de Suiza celebrada en Berna en 1914.

### Lemania-Lugrin SA
Alfred Lugrin murió en 1920, después de 35 años al frente de la empresa. También había sido miembro del Gran Consejo de Vaud y participó en la fundación de la Escuela de Relojería del Vallée de Joux. Su yerno, Marius Meylan, le sustituirá en la empresa, que en 1924 cambió su nombre a Lemania-Lugrin SA, en una clara referencia al lago Lemán.
La casa se desarrolló y alcanzó el estatus de manufacture, ofreciendo relojes terminados con la firma Lemania.
Como el mercado de relojes suizo era inestable en la década de 1930, Lemania decidió unirse al grupo SSIH en 1932. Este paso marcó el nacimiento de una estrecha colaboración con las empresas Tissot y Omega.
Además de cronómetros deportivos y relojes de a bordo, se diseñarán varios calibres de cronógrafo de 13 y 15 líneas de diámetro. Hasta la década de 1960, siguieron utilizándose para abastecer a diversas fuerzas armadas de todo el mundo, en particular con modelos de cronógrafos de pulsera de un solo pulsador.
En 1940 la empresa empleaba a 200 personas.
En 1941, el diseñador de calibres Albert Piguet diseñó el modelo CH 27 para Lemania, un cronógrafo integrado que medía 12 líneas de diámetro, unos 27 mm. Su denominación evolucionará más adelante, dependiendo de que su versión fuera la 23xx (con contador de minutos) o la 25xx (con contador de horas). Se utilizará principalmente en Tissot (referencias C27-41 y C27-41H) y en Omega (referencias 320 y 321). A finales de 1947 se intentó a partir de este calibre diseñar un prototipo de cronógrafo automático con paradas que no se comercializaba. Este mecanismo de reloj se seleccionará entre la gama de cronógrafos Omega Seamaster y Speedmaster, y será el primero acreditado por la NASA en 1965 para equipar los vuelos espaciales tripulados norteamericanos. Además, en 2019, la firma Omega rindió homenaje al calibre 25xx y decidió reeditar con gran precisión su calibre 321, que se deriva del mecanismo original.
Considerado uno de los cronógrafos de mayor éxito en la historia de la relojería suiza, el calibre 23xx logró reconocimiento al ser suministrado desde 1986 hasta mediados de la década de 2010 a las prestigiosas casas Patek Philippe & Co., Vacheron Constantin, Audemars Piguet o Roger Dubuis.

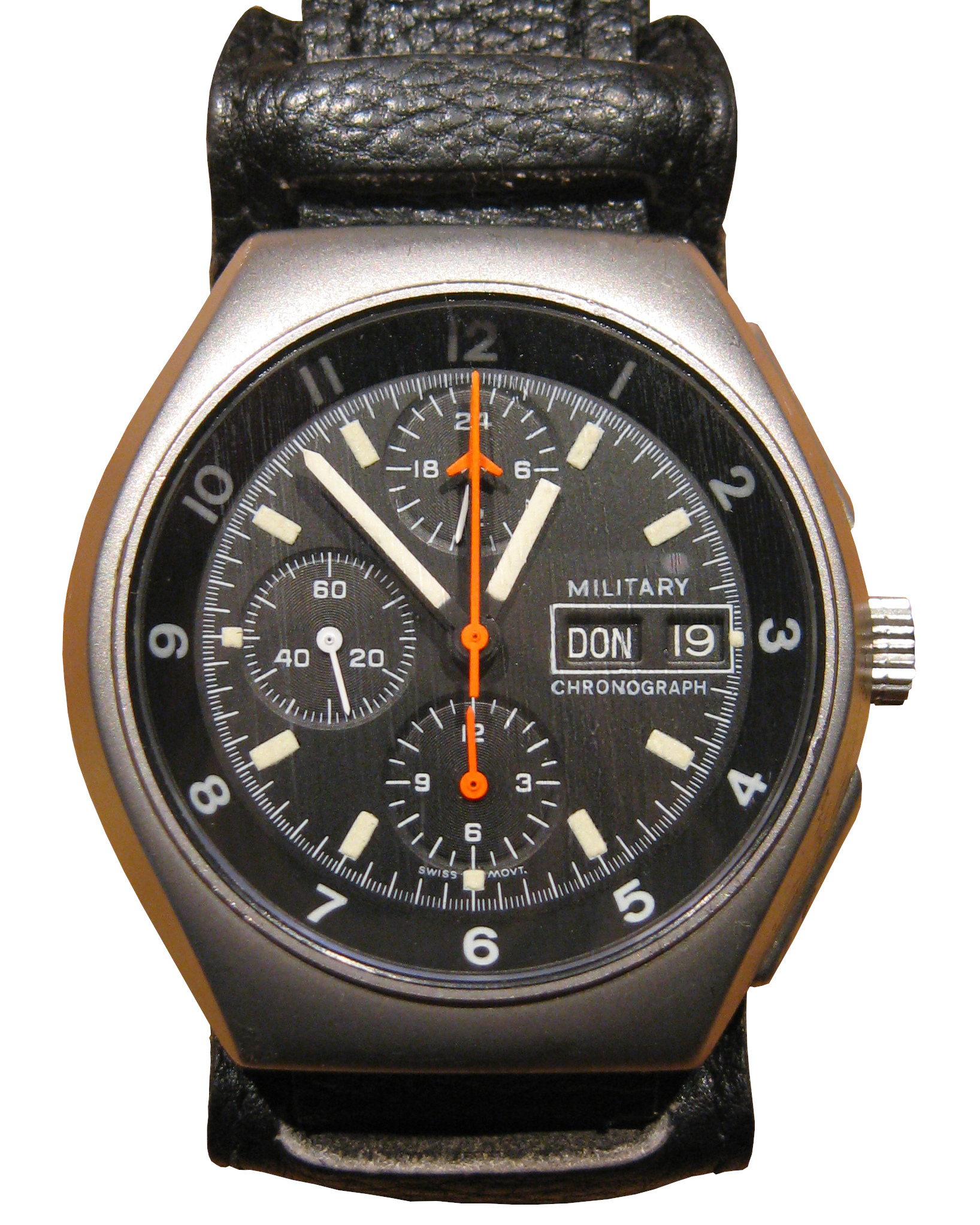
Un cronógrafo Tutima, equipado con un movimiento Lemania 5100

La base del 23xx/25xx se utilizará para desarrollar los cronógrafos de levas 12xx. Más sencillo y menos costoso de fabricar, su producción se prolongó hasta mediados de los años 1960. El calibre de tres agujas 3000 que sucedió al 27A también tiene el mismo origen. Algunas revisiones de estos movimientos pueden contener funciones de fases lunares y fecha.
En 1968 se presentó la serie 18xx, que tenía fama de ser más avanzada y robusta que la serie 12xx de la que derivaba. Muchos modelos de cronógrafos de levas fabricados por Omega, Universal Genève, Girard-Perregaux, Panerai, Breitling o incluso Eberhard & Co utilizarán estos calibres.
La serie de cronógrafos automáticos 13xx se lanzó en 1972 y es una evolución de la serie 18xx. Otras marcas presentan varios calibres derivados directamente de la serie Lemania 13xx: el Ebel 137 en 1994, y el Breguet 582 en 1995. Por su parte, Ulysse Nardin desarrolló su ONU-32 en 1996.
En ese momento, la empresa empleaba a 500 personas.
Finalmente, en 1978, nació el cronógrafo automático movimiento 5100. Era completamente nuevo y se usó en los relojes Tutima y en los de la marca Sinn.
Al mismo tiempo, se firmó una asociación con la empresa Jean Lassale para explotar el calibre 1200. Este último sigue siendo, con su grosor de 1,2 mm, el calibre mecánico más fino del mundo. Su versión automática mide 2,08 mm de grosor.
Toda la industria relojera suiza se vio gravemente afectada por la crisis del cuarzo a mediados de los años 1970. La SSIH tuvo que decidirse a reducir sus costes de producción y se separó de la fábrica Lemania en 1980.

### Nouvelle Lemania SA
El grupo Piaget se hizo cargo de la empresa en 1981, pero con una plantilla considerablemente reducida, y pasó a denominarse Nouvelle Lemania SA. Esta adquisición permitió a Heuer ofrecer relojes equipados con movimientos Lemania. El calibre 1200 de Jean Lassale evolucionó para ser utilizado por marcas de muy alta gama.
En 1991, la empresa Longines transfirió a la empresa Nouvelle Lemania una licencia de explotación para su calibre L99x, lo que permitió la introducción de la serie 881x.
En 1992, Investcorp, un fondo de inversión de Baréin que ya poseía la marca Breguet, tomó el control de Nouvelle Lemania.
En 1999, el Grupo Swatch adquirió las marcas Breguet y Nouvelle Lemania.
En 2009, tras una reorganización estratégica del Grupo Swatch, se decidió suspender el suministro de piezas de reloj en bruto a las empresas competidoras ajenas al grupo, y los movimientos de Nouvelle Lemania quedaron reservados exclusivamente a la manufactura de Breguet. En 2010, la compañía Nouvelle Lemania fue absorbida oficialmente, y pasó a llamarse Breguet.